# Desa Malata
Desa Malata är en administrativ by i Indonesien.   Den ligger i provinsen Nusa Tenggara Timur, i den södra delen av landet, 1 400 km öster om huvudstaden Jakarta. Desa Malata ligger på ön Pulau Sumba.